# 桑伯角
桑伯角（英語：Sombre Point），是南極洲的海岬，位於南桑威奇群島，處於桑德斯島東北端，在1971年由英國南極名稱諮詢委員會命名，由英國海外領土管轄。